# Harcó
Harcó (románul Hărțău) falu Romániában, Maros megyében.

## Fekvése
Marosvásárhelytől 6 km-re északnyugatra, Mezőpanit északi szomszédságában fekszik.

## Története
1332-ben Hudzov néven említik először. Egykori birtokosa a Gálfalvi család, amelynek udvarháza állt itt, de államosításakor lebontották. 1910-ben 413 lakosából 213 magyar és 175 román volt.
A trianoni békeszerződésig Maros-Torda vármegye Marosi alsó járásához tartozott. 1992-ben 315 lakosából 167 magyar, 84 cigány és 64 román volt.

## Látnivalók
- Református temploma a 13. század elején épült később gótikus stílusban átépítették, de szentélye eredeti.
- A falunak ortodox fatemploma is van.